# Языки Монако

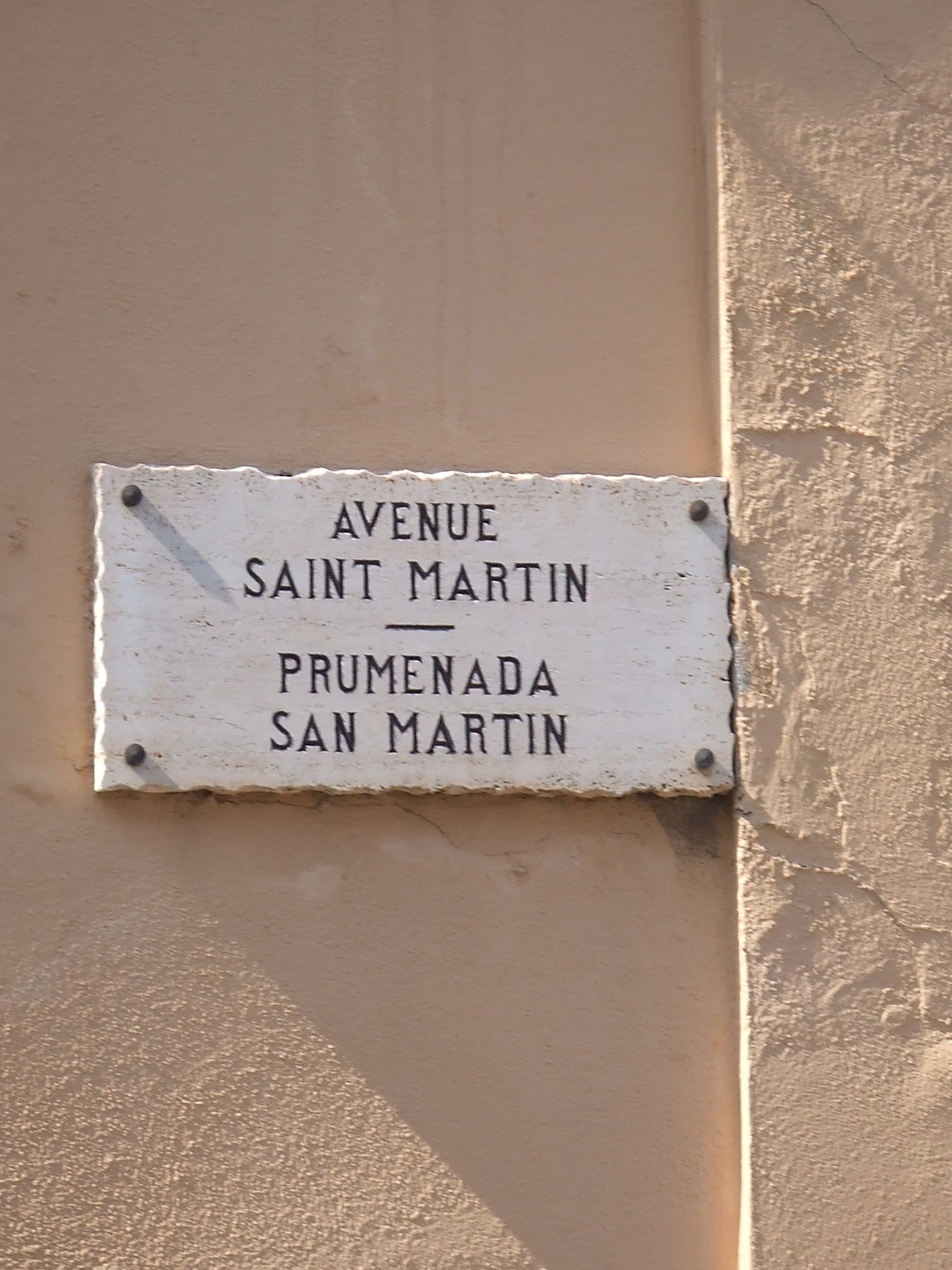
Двуязычный французско-монегаскский уличный знак

Официальный язык Монако — французский. Кроме того, в княжестве говорят ещё на нескольких языках, включая монегаскский диалект и окситанский; последний используется редко.

## Французский
Французский язык является единственным официальным и самым распространенным языком в Монако, в силу исторически сложившихся обстоятельств формирования княжества как анклава на территории Франции.

## Монегаскский
Монегаскский диалект является традиционным национальным языком монегасков, которые составляют 21,6 % от общей численности населения. Он относится к группе интемельских диалектов лигурского языка. В силу небольшой численности монегасков в 1970-х годах монегаскский язык был под угрозой исчезновения. В начале XXI века предпринят ряд мер по сохранению языка, в частности, на нём ведётся преподавание в школах. В старой части Монако уличные указатели выполнены в двуязычном исполнении — на французском и монегаскском. Во время церемонии вступления на престол в 2005 году князь Монако Альбер II, выступил с речью на монегаскском.

## Итальянский
Итальянский язык также широко распространён в Монако, граждане Италии составляют 19 % от общей численности населения княжества. Итальянский был языком правящего дома Гримальди и был официальным языком княжества Монако, когда оно было протекторатом Королевства Сардиния в 1815—1861 годах. Итальянским владеют принцесса Монако Каролина и её дети — Андреа, Шарлотта, Пьер.

## Английский
В Монако существует также англоязычное сообщество (8,5 % населения являются выходцами из Великобритании или США), не считая англоговорящих туристов, посещающих город. Американкой была Грейс Келли, супруга князя Монако Ренье III, и все трое её детей, включая ныне правящего князя Альбера II, с детства владели английским, наряду с другими языками. Княгиня Шарлен, супруга Альбера II, является носителем английского языка по рождению (родилась в Южной Родезии, ныне — Зимбабве).